# Мураљионе (Козенца)
Мураљионе је насеље у Италији у округу Козенца, региону Калабрија.
Према процени из 2011. у насељу је живело 92 становника. Насеље се налази на надморској висини од 440 м.